# 栗原ミチオ
栗原 ミチオ（くりはら みちお 、1961年11月23日 - ）は、日本のギタリストである。

## 来歴
80年代前半、ONNA（劇画家の宮西計三のバンド）に参加。
その後、YBO2での活動を経て、White Heaven、The Stars、ゴーストに参加。
その他、参加セッションバンドは、 デーモン＆ナオミ 、 BORIS 、 ゆらゆら帝国、朝生愛、MARBLE SHEEP、宇宙の発明、ハザマ、アンサンブル・パール、Cosmic Invention、Overhang Partyなど多数。特にBORISでは、長きにわたってサポートギタリストを務めている。
2005年には、ソロアルバム『Sunset Notes』をリリースした。 

## ディスコグラフィー

### アルバム
- Sunset Notes（2005年3月20日）＊2018年にアナログLP発売

### コラボレーション・アルバム
- Song To The Siren（2002年4月23日）「Damon & Naomi On Tour With Kurihara」名義 ＊ライブ・アルバム（CD＋DVDの2枚組）
- Rainbow（2006年12月23日）「Boris with Michio Kurihara」名義
- Cloud Chamber（2008年12月23日）「Boris with Michio Kurihara」名義
- 不透明度（2018年12月29日）「Boris with Michio Kurihara」名義 ＊ライブ・アルバム

### コラボレーション・シングル
- It's All Over Now, Baby Blue / Yoo Doo Right （1999年）「Damon & Naomi & Batoh & Kurihara」名義